# 長體水珍魚
長體水珍魚，為輻鰭魚綱水珍魚目水珍魚科的其中一種，為溫帶海水魚，分布於西南太平洋紐西蘭及澳洲南部海域，水深69-600公尺，體長可達25公分，棲息在底層水域，生活習性不明，可做為食用魚。
其种加词“elongata”意为“长的”。